# Sebastjan Cimirotič
Sebastjan Cimirotič (Ljubljana, 1974. szeptember 14. –) szlovén válogatott labdarúgó.
A szlovén válogatott tagjaként részt vett a 2002-es világbajnokságon.

## Sikerei, díjai
Olimpija Ljubljana
- Szlovén bajnok (2): 1993–94, 1994–95
- Szlovén kupa (1): 1999–2000

NK Domžale
- Szlovén bajnok (1): 2006–07

NK Celje
- Szlovén kupa (1): 2004–2005

Hapóél Tel-Aviv
- Izraeli bajnok (1): 1999–2000
- Izraeli kupa (2): 1998–99, 1999–2000